# Secamone cuneifolia
Secamone cuneifolia är en oleanderväxtart som beskrevs av Peter Vincent Bruyns. Secamone cuneifolia ingår i släktet Secamone och familjen oleanderväxter. Inga underarter finns listade i Catalogue of Life.